# Витомир Љубичић
Витомир Љубичић (Ниш, 29. септембар 1920 — Нови Сад, 1. децембар 1981) био је српски филмски и позоришни глумац.

## Филмографија
| Год.  | Назив                   | Улога \|- style="background: Lavender; text-align:center; " | 1960.-те | 1960.-те | 1960.-те | 1960.-те |
| 1961. | Небески одред           | /                                                           |          |          |          |          |
| 1967. | Зона Замфирова ТВ филм  | /                                                           |          |          |          |          |
| 1969. | Фрак из Абације ТВ филм | Генерални директор банке                                    |          |          |          |          |